# De man van vorig jaar
De man van vorig jaar is een hoorspel van Derek Hoddinott. The Man from a Year Ago werd op 4 januari 1967 door de BBC uitgezonden. In 1972 bracht de Süddeutscher Rundfunk het onder de titel Ein Mann - ein Mord! De TROS zond het uit op woensdag 2 februari 1977. De vertaler en regisseur was Tom van Beek. Het hoorspel duurde 52 minuten.

## Rolbezetting
- Pim Dikkers (David Neilson, politicus)
- Willy Brill (Ann Neilson, zijn vrouw)
- Maria de Booy (Vera Neilson, zijn dochter)
- Lou Landré (Philip Norman, verloofde van Vera)
- Paul van der Lek (Mr. Wilton, detective)
- Gijsbert Tersteeg (Martin, politicus)

## Inhoud
De afgevaardigde van het Lagerhuis Donald Neilson en zijn vrouw Ann reageren weinig geestdriftig, als hun dochter Vera plots met concrete huwelijksplannen voor de dag komt. Ze ontmoeten de toekomstige schoonzoon Phillip vol argwaan, vooral omdat Donald Neilson hem van vroeger meent te kennen en daar een onaangename herinnering bij heeft. Hij schakelt een privé-detective in, wiens nasporingen nauwelijks een draad aan Vera’s uitverkorene heel laten. En plots herinnert de afgevaardigde zich ook, vanwaar hij Phillip kent: hij heeft hem jaren geleden bij een moord gadegeslagen, maar toen waren er goede redenen om hem niet aan te geven, redenen die door het lange stilzwijgen alleen nog maar zwaarwegender zijn geworden…